# Citroën 55

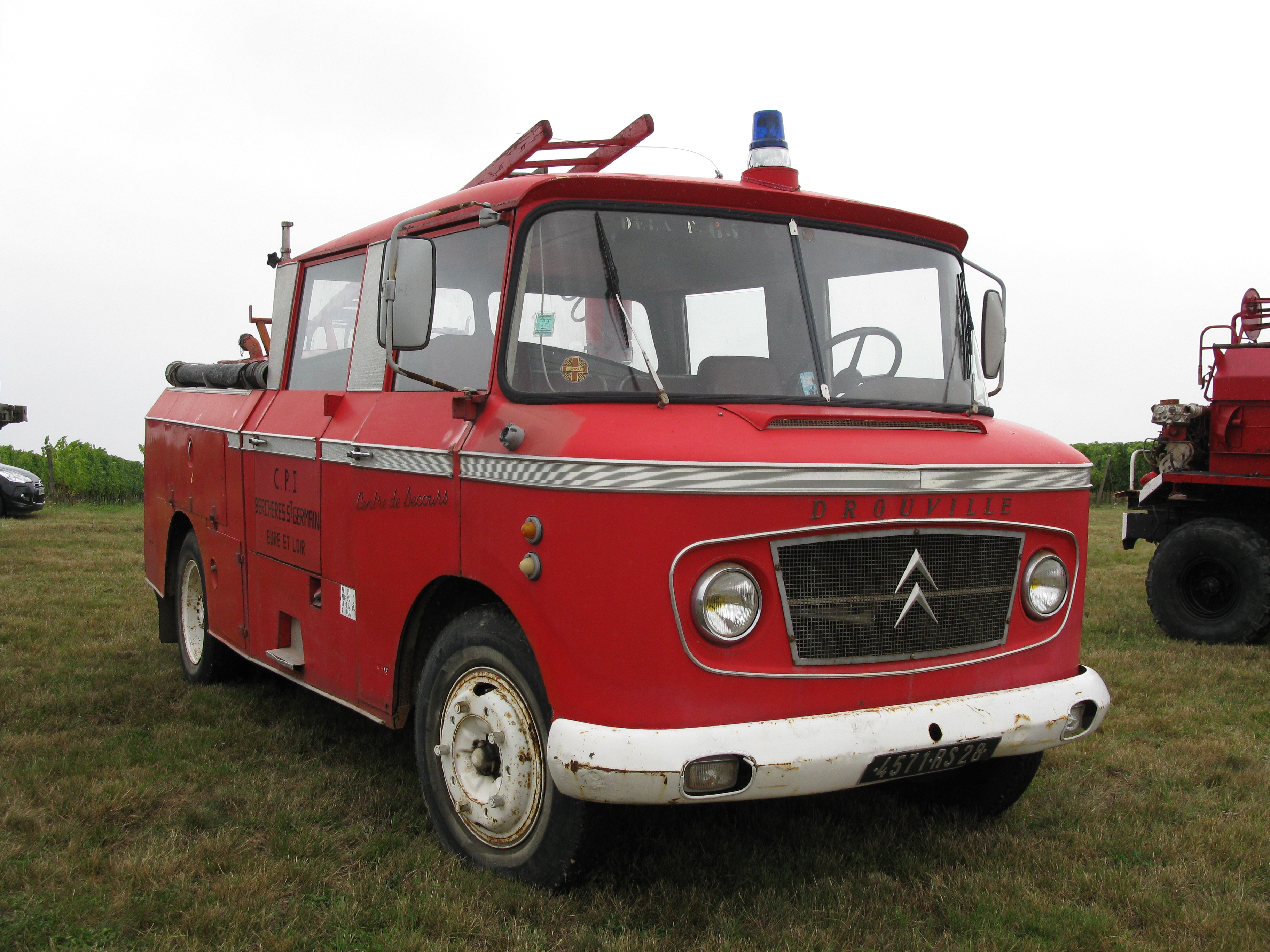
T55 s kabinou od Heuliez.

Citroën 55 je univerzální nákladní automobil, který vyráběla francouzská automobilka Citroën v letech 1953 až 1965. Za dvanáct let produkce bylo vyrobeno 54 898 kusů.
Navazuje na svého předchůdce Citroën 45, z něhož přebral i první motorizace. Terénní varianta měla zvýšený podvozek a pohon 4×4, konkurovala německému vozu Unimog. K dispozici byly tři rozdílné rozvory. Užitná nosnost byla 5 tun. Dálková verze byla upravena pro tahání návěsů. Pro armádu byla odvozena terénní verze 46 FOM.
V padesátých letech požádala francouzská cestovní kancelář o výrobu vyhlídkového autobusu. Vznikla tak futuristická série na podvozku U55, a autobusu Citroën CH14. Model dostal název Currus Cityrama, podle výrobce karavanů Currus. Díky jeho futuristickému vzhledu byl použit v několika filmech.